# Дружба (Дагестан)
Дру́жба — село в Каякентском районе Республики Дагестан.
Образует сельское поселение село Дружба, как единственный населённый пункт в его составе.

## Географическое положение
Село расположено у федеральной автотрассы «Кавказ», в 20 км к юго-западу от районного центра — села Новокаякент.

## История
Переселенческое село Дружба было образовано в 1966 году переселенцами из сёл Дахадаевского (Санжи, Чахрижи), Кайтагского и Табасаранского районов. Кроме того в село позже были переселены жители из разрушенных землетрясением сёл Хивского, Курахского и Агульского районов. В честь дружного проживания в селе даргинцев, лезгин, табасаранцев и агулов село получило название Дружба.

## Население
| 1970  | 1989  | 2002  | 2010  | 2012  | 2013  | 2014  |
| ----- | ----- | ----- | ----- | ----- | ----- | ----- |
| 961   | ↗2326 | ↗3382 | ↗3675 | ↗3695 | ↗3763 | ↗3807 |
| 2015  | 2016  | 2017  | 2018  | 2019  | 2020  | 2021  |
| ↘3799 | ↗3876 | ↗3913 | ↗3939 | ↘3916 | ↘3888 | ↗4006 |
| 2023  | 2024  | 2025  |       |       |       |       |
| ↗4054 | ↗4088 | ↗4140 |       |       |       |       |

Национальный состав
По результатам Всероссийской переписи населения 2010 года:
| № | Национальность | Численность, чел. | Доля    |
| - | -------------- | ----------------- | ------- |
| 1 | даргинцы       | 1 825             | 49,66 % |
| 2 | табасараны     | 822               | 22,37 % |
| 3 | агулы          | 719               | 19,56 % |
| 4 | лезгины        | 197               | 5,36 %  |
| 5 | кумыки         | 46                | 1,25 %  |
| 6 | другие         | 66                | 1,80 %  |

## Хозяйство
В селе расположено крупное виноградарческое хозяйство «Кировский».